# Fernando Carvalho (político)
Fernando Souza Ribeiro de Carvalho, ou apenas Fernando Carvalho, (Rio de Janeiro, 25 de setembro de 1942) é um corretor de valores e político brasileiro, outrora deputado federal pelo Rio de Janeiro.

## Dados biográficos
Filho de Ney Souza Ribeiro de Carvalho e Mariny Moure Ribeiro de Carvalho. Começou a trabalhar na corretora de valores pertencente ao seu pai e em 1963 graduou-se em Direito pela Pontifícia Universidade Católica do Rio de Janeiro e em Economia na Universidade Cândido Mendes, mesma época onde Ney Carvalho assumiu a presidência da Bolsa de Valores do Rio de Janeiro. Nesta instituição, ascendeu à presidência do Conselho de Administração da respectiva bolsa de valores, instituição da qual foi presidente entre 1973 e 1975 e depois entre 1978 e 1980. No ano seguinte tornou-se, por morte do titular, presidente da Corretora Ney Carvalho.
Eleito deputado federal via PTB em 1982, votou a favor da Emenda Dante de Oliveira em 1984, embora tenha contrariado a orientação partidária ao votar em Paulo Maluf no Colégio Eleitoral em 1985. Nesse mesmo ano ficou em sétimo lugar como candidato a prefeito do Rio de Janeiro numa eleição vencida por Saturnino Braga, do PDT. Derrotado ao buscar a reeleição para deputado federal em 1986, foi presidente da Companhia de Transportes Coletivos (CTC) no governo Moreira Franco. Ingressou no PDS em agosto de 1991 e nos anos seguintes permaneceu no PPR e no PPB, sucedâneos da legenda.